# Tryptyk Floreins

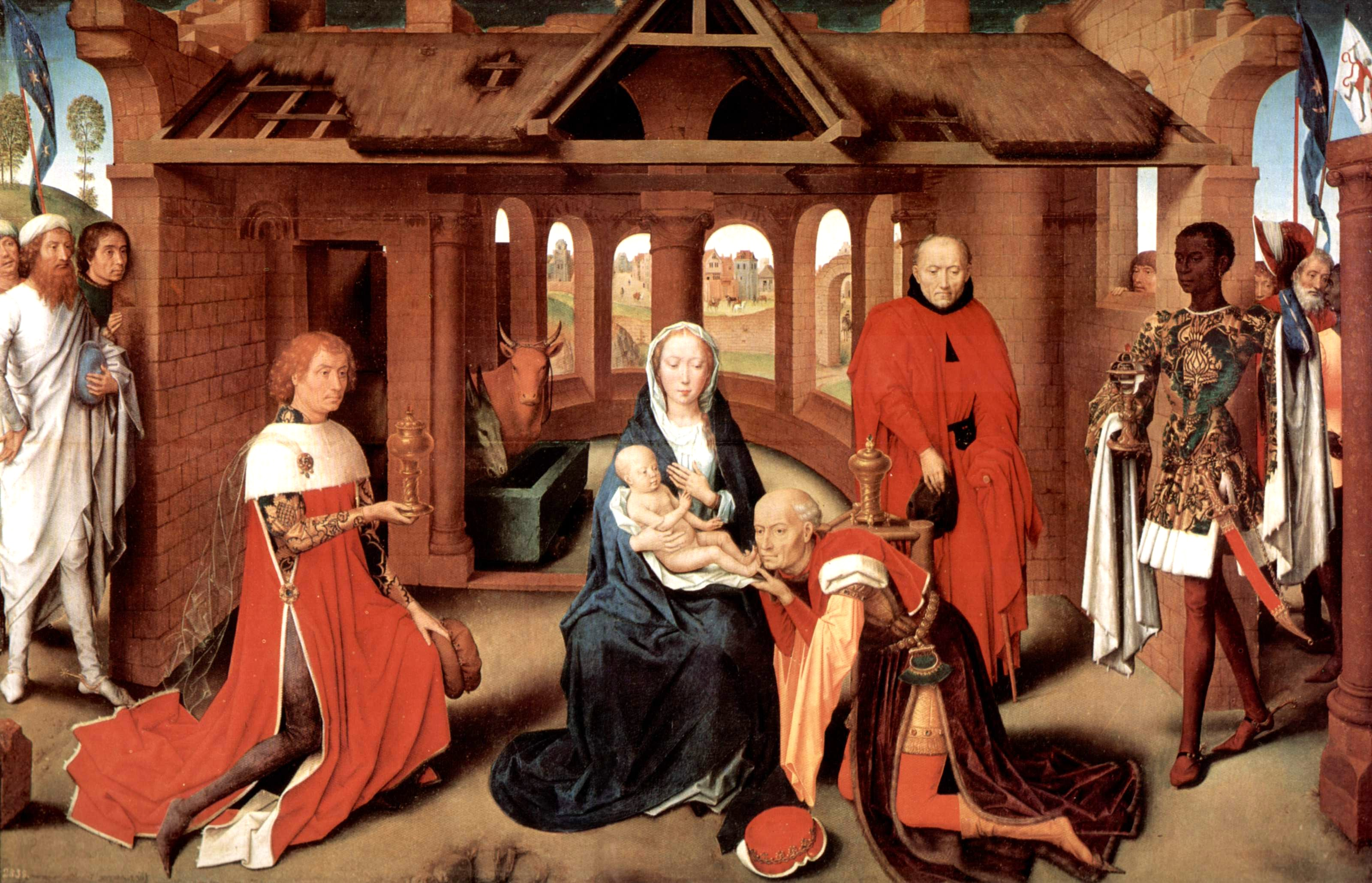
Pokłon Trzech Króli, 1470, muzeum Prado

Tryptyk Floreins (niderl. Triptiek van Jan Floreins) – tryptyk olejny na desce autorstwa niderlandzkiego malarza niemieckiego pochodzenia Hansa Memlinga, datowany na ok. 1479.

## Historia i opis
Obraz stanowi środkową część tryptyku. Po zamknięciu skrzydeł w gotyckim obramowaniu architektonicznym uwieczniona została po prawej stronie Święta Weronika, a po lewej Jan Chrzciciel. Lewe skrzydło otwartego tryptyku przedstawia scenę narodzenia Chrystusa, prawe scenę ofiarowania w świątyni. Temat środkowej części został zaczerpnięty z Ewangelii Mateusza (Mt 2:11) i przedstawia pokłon trzech króli. Ołtarz został zamówiony przez Jana Floreinsa, zakonnika z bogatej kupieckiej rodziny, dla szpitala św. Jana w Brugii. Donator został przedstawiony na środkowym panelu z lewej strony w czarnej sutannie z książką w ręku, a jego wiek – 36 lat został zaznaczony na jednym z kamieni.
Pokłon Trzech Króli stanowi kopię wcześniejszego dzieła artysty powstałego w 1470 roku, a znajdującego się obecnie w muzeum Prado. Memling w późniejszym dziele przedstawił dokładnie te same postacie, w takiej samej kompozycji, rezygnując jednak z postaci znajdujących się w tle po obu stronach obrazu. Pozostawił jedynie fundatora, dając więcej przestrzeni wokół postaci. Różnica widoczna jest w inaczej przedstawionym pomieszczeniu. W dziele wcześniejszym widoczne są arkady, a wśród nich stojące bydło. W obrazie z Brugii pomieszczenie jest skromniejsze. Również postacie są bardziej dopracowane i wyczuwa się swobodny, radosny nastrój, podczas gdy w madryckiej wcześniejszej wersji dominuje atmosfera uroczystej sztywności. Kompozycja obrazu stanowi również dowód na ścisłe związki malarza z innym artystą, będącym jednocześnie jego nauczycielem Rogerem van der Weydenem. Środkowa scena jest bardzo podobna do środkowego obrazu tryptyku św. Kolumbana, namalowanego dla kościoła Św. Kolumbana i obecnie znajdującego się w Monachium.
Scena przedstawiona została w sposób tradycyjny dla XV wiecznej ikonografii. Trzej królowie-mędrcy, w tym jeden czarnoskóry, składają pokłon Dzieciątku i ofiarują mu dary: złoto, kadzidło i mirrę. Zgodnie ze zwyczajem jeden z nich jest wyraźnie młodszy od pozostałych. W czasach Memlinga Trzej Królowie byli uważani za potomków Noego i przedstawiano ich jako reprezentantów trzech okresów życia człowieka, trzech ras lub trzech kontynentów. Postacie mędrców są w rzeczywistości portretami dwóch władców Burgundii, których Memling był poddanym. Z lewej strony, w czerwonej szacie, klęczy książę Burgundii Karol Śmiały. Postać całująca stopy Dzieciątka to jego poprzednik Filip Dobry. Po lewej stronie w bogatej szacie stoi św. Józef.